# Wood Green (metrostation)
Wood Green is een station van de metro van Londen aan de Piccadilly Line. Het station is geopend in 1932.

## Geschiedenis
Het groene bos ten westen van Tottenham was vanaf het einde van de 19e eeuw gekapt ten behoeve van woningbouw. Deze woonwijken waren voor het woon-werkverkeer aangewezen op het station aan de East Coast Main Line van de Great Northern Railway dat tot 1982 ook de naam Wood Green droeg. Volgens de plannen uit 1897 zou dit station ook het noordelijke eindpunt van de Great Northern and Strand Railway (GN&SR) worden, maar dat gebeurde niet. In 1902 verbood het parlement het doortrekken van de Londense metrolijnen ten noorden van Finsbury Park. De eind 1906 geopende Piccadilly Line kreeg het noordelijke eindpunt bij Finsbury Park en de forensen moesten daar dus overstappen op de metro om naar de binnenstad te reizen.
Door het toenemende aantal reizigers werd Finsbury Park een knelpunt voor de overstappers. De Great Northern Railway en haar rechtsopvolger LNER hielden vast aan het parlementaire verbod om te voorkomen dat de metro klanten zou afsnoepen. In 1923 werd actiegevoerd tegen het parlementaire verbod uit 1902 en was Frank Pick opgeklommen tot assistent-directeur van de metro. Om het knelpunt aan te pakken verzamelde Frank Pick foto's van de opstoppingen bij Finsbury Park en verspreidde deze naar de pers. In 1925 gaf de LNER toe aan het bezwaar waarop Pick begon met de uitwerking van het plan voor de verlenging van de lijn. In 1929 kreeg hij parlementaire goedkeuring voor een traject ongeveer 750 m parallel ten oosten van de spoorlijn. Het station werd op 19 september 1932 geopend als onderdeel van het eerste stuk van de verlenging.
Zoals alle stations langs deze verlenging bracht Wood Green nieuwe esthetische normen naar de Londense metro. Gedurende de planning werden verschillende namen voor dit station - "Lordship Lane" en "Wood Green Central" - overwogen, maar verworpen.

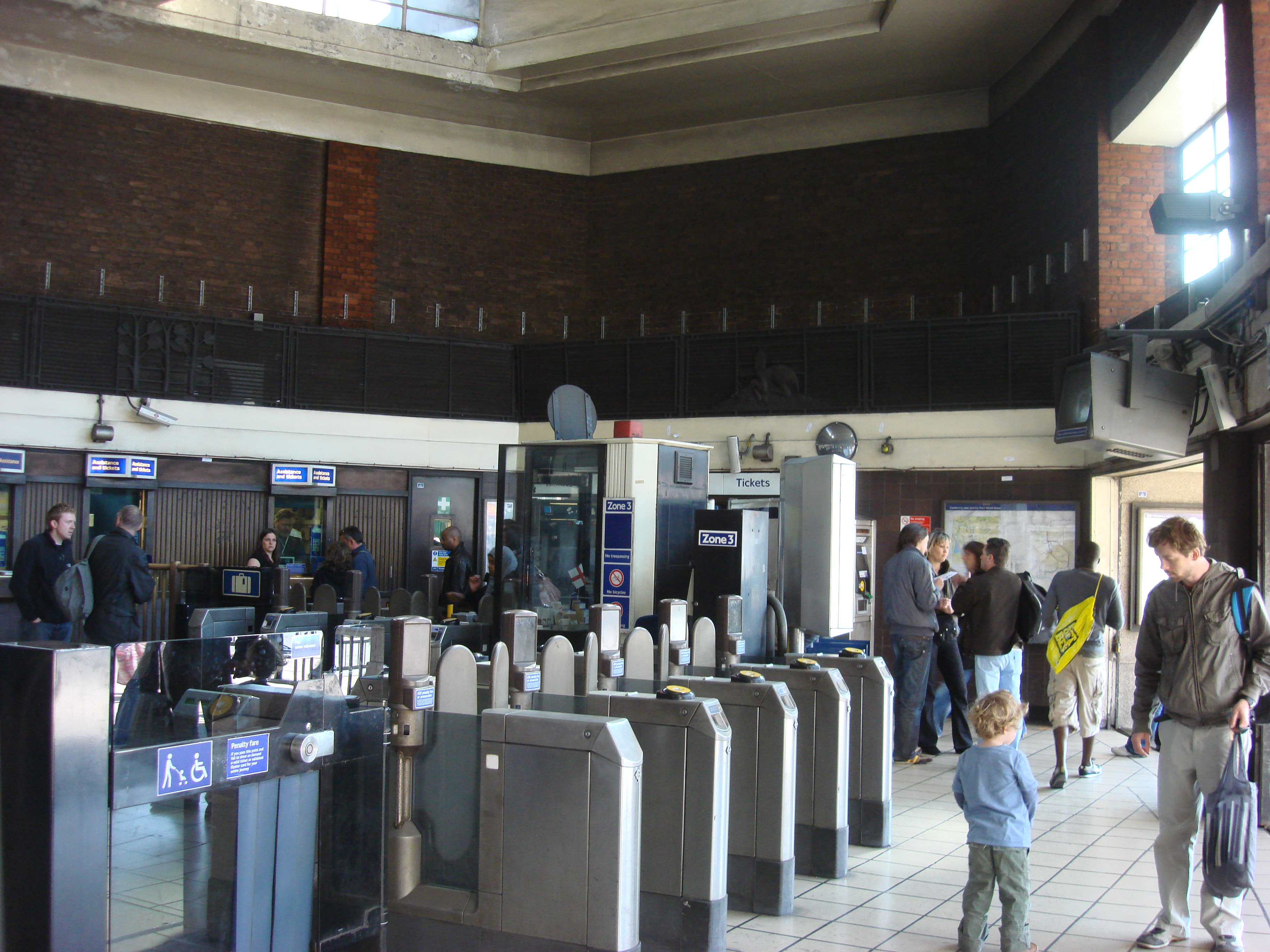
De stationshal
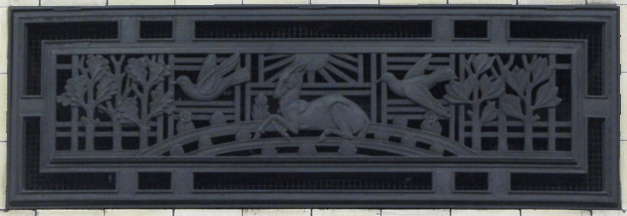
Het voormalige bos op een ventilatierooster
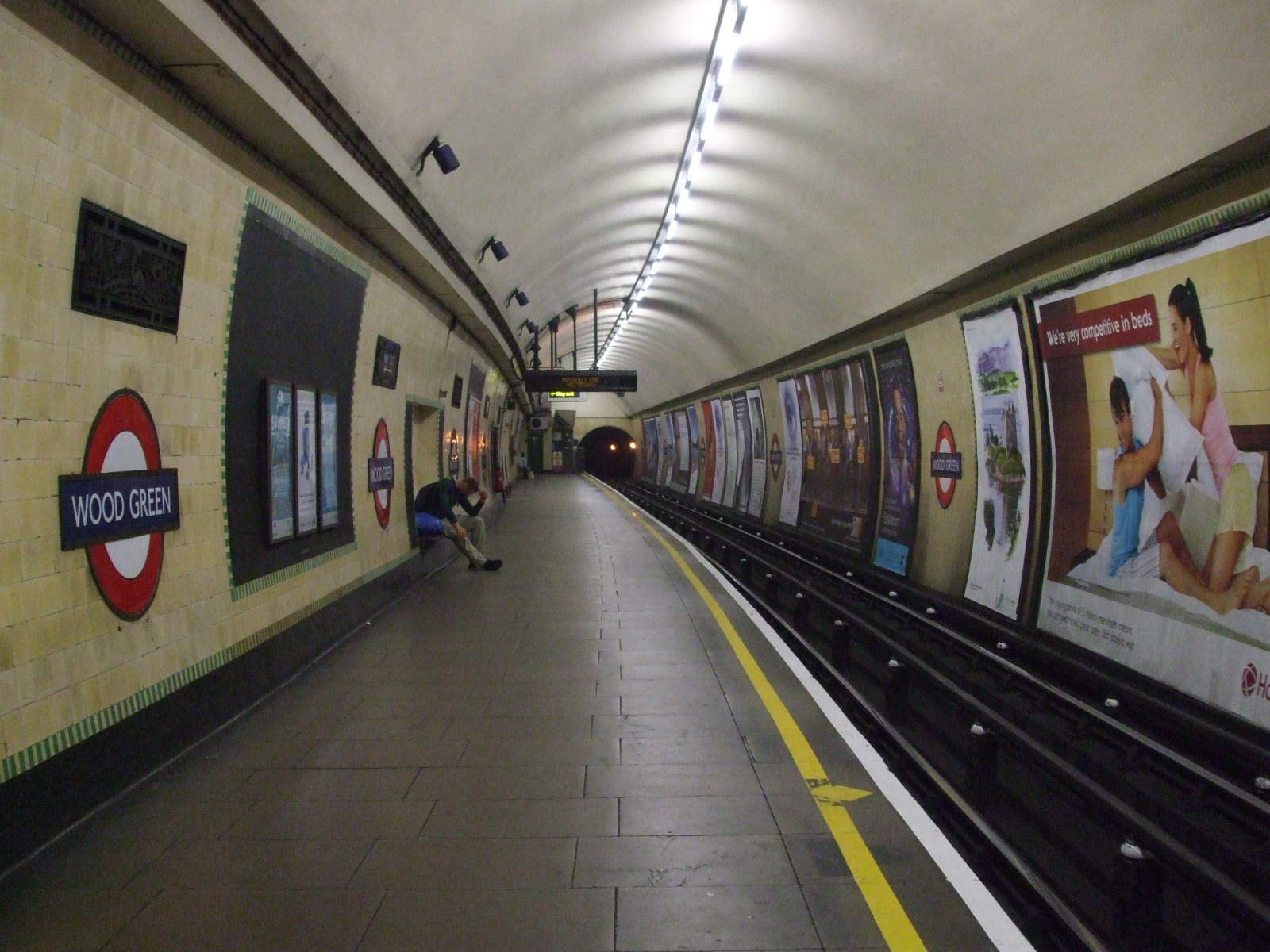
Een perron met het tegelwerk van Holden

## Ligging en inrichting
Het door Charles Holden ontworpen station is een goed bewaard gebleven voorbeeld van de modernistische huisstijl die Holden in de jaren dertig voor London Transport ontwikkelde. Het station is geen kubus maar heeft een urnvormige plattegrond met een gebogen voorgevel geflankeerd door twee ventilatietorens, die later aan het station zijn toegevoegd, op de hoek van High Road en Lordship Lane. Aan de westkant van High Road staat tegenover het station het bestuursgebouw van Haringey en loopt de Station Road naar station Alexandra Palace dat tot 1982 Wood Green heette. Ten noorden van het station ligt een rij winkels langs de High Road, ten noorden van deze winkels staat een onderstation van de metro.
Ondergronds is het station afgewerkt met tegelwerk dat ook door Holden werd ontworpen. In dit geval biscuit kleurige tegels met groen geblokte friesen. De perrontunnels van Southgate en Bounds Green hebben een diameter van 6,4 meter. In verband met de extra drukte kregen Wood Green, Turnpike Lane en Manor House een diameter van 7 meter. Nieuw bij dit station waren de "zelfmoordkuilen" tussen de sporen.
Ten noorden van het station ligt een keerspoor tussen de doorgaande sporen dat werd gebruikt om metro's in noordelijke richting om te keren, zodat ze konden terugkeren naar het centrum van Londen en Heathrow Airport of Uxbridge. Tot in de jaren negentig eindigden meerdere diensten bij Wood Green maar sindsdien wordt het keerspoor alleen gebruikt bij verstoring van de dienst of om vertraagde metro's te laten keren om weer op tijd te kunnen rijden.
Op 16 maart 1976 pleegde de IRA een aanslag op het station. De bom ontplofte in een leeg metrostel dat naar het keerspoor reed met de bedoeling terug te rijden naar Arsenal om daar voetbalsupporters op te halen. Een reiziger op het perron raakte gewond door rondvliegend glas.

## Crossrail
De Chelsea-Hackney Line die begin jaren 90 op de tekentafel verscheen als metrolijn kende geen station bij Wood Green. In 2013 werd besloten de lijn als spoorlijn te bouwen, met enkele wijzigingen ten opzichte van de metrolijn, als Crossrail 2 waarin Wood Green opgenomen was als mogelijk station op een zijtak tussen de stations Angel en Alexandra Palace. In het voorstel uit 2015 is Wood Green opgenomen tussen New Southgate en Seven Sisters.

## Fotoarchief
- London Transport Museum Photographic Archive
  - Wood Green station de dag na opening, 1932
  - stationshal, 1934